# Calamaria schlegeli
Calamaria schlegeli är en ormart som beskrevs av Duméril, Bibron och Duméril 1854. Calamaria schlegeli ingår i släktet Calamaria och familjen snokar. IUCN kategoriserar arten globalt som livskraftig. Inga underarter finns listade.
Arten förekommer på södra Malackahalvön, på Borneo, på Sumatra, på Java och på flera mindre öar i regionen. Honor lägger ägg.